# Iddrisu Baba
Iddrisu Baba Mohammed, noto semplicemente come Iddrisu Baba (Accra, 22 gennaio 1996), è un calciatore ghanese, centrocampista dell'Almería e della nazionale ghanese.

## Caratteristiche tecniche
È un centrocampista centrale.

## Carriera

### Club
Ha debuttato fra i professionisti il 18 settembre 2016 disputando con il Maiorca B l'incontro di Segunda División B pareggiato 0-0 contro il Gavà.
Il 17 agosto 2019 ha esordito nella Liga giocando con il Maiorca il match vinto 2-1 contro l'Eibar.

### Nazionale
Ha esordito in nazionale nel 2019; è stato convocato per la Coppa delle nazioni africane 2021.

## Statistiche

### Cronologia presenze e reti in nazionale
| Cronologia completa delle presenze e delle reti in nazionale ― Ghana | Cronologia completa delle presenze e delle reti in nazionale ― Ghana | Cronologia completa delle presenze e delle reti in nazionale ― Ghana | Cronologia completa delle presenze e delle reti in nazionale ― Ghana | Cronologia completa delle presenze e delle reti in nazionale ― Ghana | Cronologia completa delle presenze e delle reti in nazionale ― Ghana | Cronologia completa delle presenze e delle reti in nazionale ― Ghana | Cronologia completa delle presenze e delle reti in nazionale ― Ghana |
| Data                                                                 | Città                                                                | In casa                                                              | Risultato                                                            | Ospiti                                                               | Competizione                                                         | Reti                                                                 | Note                                                                 |
| -------------------------------------------------------------------- | -------------------------------------------------------------------- | -------------------------------------------------------------------- | -------------------------------------------------------------------- | -------------------------------------------------------------------- | -------------------------------------------------------------------- | -------------------------------------------------------------------- | -------------------------------------------------------------------- |
| 14-11-2019                                                           | Cape Coast                                                           | Ghana                                                                | 2 – 0                                                                | Sudafrica                                                            | Qual. Coppa d'Africa 2021                                            | -                                                                    |                                                                      |
| 18-11-2019                                                           | São Tomé                                                             | São Tomé e Príncipe                                                  | 0 – 1                                                                | Ghana                                                                | Qual. Coppa d'Africa 2021                                            | -                                                                    |                                                                      |
| 12-10-2020                                                           | Aksu                                                                 | Ghana                                                                | 5 – 1                                                                | Qatar                                                                | Amichevole                                                           | -                                                                    |                                                                      |
| 8-6-2021                                                             | Rabat                                                                | Marocco                                                              | 1 – 0                                                                | Ghana                                                                | Amichevole                                                           | -                                                                    |                                                                      |
| 12-6-2021                                                            | Cape Coast                                                           | Ghana                                                                | 0 – 0                                                                | Costa d'Avorio                                                       | Amichevole                                                           | -                                                                    |                                                                      |
| 3-9-2021                                                             | Cape Coast                                                           | Ghana                                                                | 1 – 0                                                                | Etiopia                                                              | Qual. Mondiali 2022                                                  | -                                                                    |                                                                      |
| 6-9-2021                                                             | Durban                                                               | Sudafrica                                                            | 1 – 0                                                                | Ghana                                                                | Qual. Mondiali 2022                                                  | -                                                                    | 79’                                                                  |
| 9-10-2021                                                            | Cape Coast                                                           | Ghana                                                                | 3 – 1                                                                | Zimbabwe                                                             | Qual. Mondiali 2022                                                  | -                                                                    | 60’                                                                  |
| 12-10-2021                                                           | Harare                                                               | Zimbabwe                                                             | 0 – 1                                                                | Ghana                                                                | Qual. Mondiali 2022                                                  | -                                                                    |                                                                      |
| 11-11-2021                                                           | Johannesburg                                                         | Etiopia                                                              | 1 – 1                                                                | Ghana                                                                | Qual. Mondiali 2022                                                  | -                                                                    | 82’                                                                  |
| 14-11-2021                                                           | Cape Coast                                                           | Ghana                                                                | 1 – 0                                                                | Sudafrica                                                            | Qual. Mondiali 2022                                                  | -                                                                    |                                                                      |
| 5-1-2022                                                             | Ar Rayyan                                                            | Algeria                                                              | 3 – 0                                                                | Ghana                                                                | Amichevole                                                           | -                                                                    | 46’                                                                  |
| 10-1-2022                                                            | Yaoundé                                                              | Marocco                                                              | 1 – 0                                                                | Ghana                                                                | Coppa d'Africa 2021 - 1º turno                                       | -                                                                    |                                                                      |
| 14-1-2022                                                            | Yaoundé                                                              | Gabon                                                                | 1 – 1                                                                | Ghana                                                                | Coppa d'Africa 2021 - 1º turno                                       | -                                                                    | 65’                                                                  |
| 25-3-2022                                                            | Kumasi                                                               | Ghana                                                                | 0 – 0                                                                | Nigeria                                                              | Qual. Mondiali 2022                                                  | -                                                                    |                                                                      |
| 29-3-2022                                                            | Abuja                                                                | Nigeria                                                              | 1 – 1                                                                | Ghana                                                                | Qual. Mondiali 2022                                                  | -                                                                    | 46’                                                                  |
| 1-6-2022                                                             | Cape Coast                                                           | Ghana                                                                | 3 – 0                                                                | Madagascar                                                           | Qual. Coppa d'Africa 2023                                            | -                                                                    | 86’                                                                  |
| 5-6-2022                                                             | Luanda                                                               | Rep. Centrafricana                                                   | 1 – 1                                                                | Ghana                                                                | Qual. Coppa d'Africa 2023                                            | -                                                                    | 63’                                                                  |
| 23-9-2022                                                            | Le Havre                                                             | Brasile                                                              | 3 – 0                                                                | Ghana                                                                | Amichevole                                                           | -                                                                    | 53’ 72’                                                              |
| 27-9-2022                                                            | Lorca                                                                | Nicaragua                                                            | 0 – 1                                                                | Ghana                                                                | Amichevole                                                           | -                                                                    | 56’ 82’                                                              |
| 7-9-2023                                                             | Kumasi                                                               | Ghana                                                                | 2 – 1                                                                | Rep. Centrafricana                                                   | Qual. Coppa d'Africa 2023                                            | -                                                                    | 90+3’                                                                |
| 12-9-2023                                                            | Accra                                                                | Ghana                                                                | 3 – 1                                                                | Liberia                                                              | Amichevole                                                           | -                                                                    | 80’                                                                  |
| 17-11-2023                                                           | Kumasi                                                               | Ghana                                                                | 1 – 0                                                                | Madagascar                                                           | Qual. Mondiali 2026                                                  | -                                                                    | 46’                                                                  |
| 21-11-2023                                                           | Iconi                                                                | Comore                                                               | 1 – 0                                                                | Ghana                                                                | Qual. Mondiali 2026                                                  | -                                                                    | 88’                                                                  |
| 8-1-2024                                                             | Kumasi                                                               | Ghana                                                                | 0 – 0                                                                | Namibia                                                              | Amichevole                                                           | -                                                                    |                                                                      |
| 14-1-2024                                                            | Abidjan                                                              | Ghana                                                                | 1 – 2                                                                | Capo Verde                                                           | Coppa d'Africa 2023 - 1º turno                                       | -                                                                    | 48’                                                                  |
| 18-1-2024                                                            | Abidjan                                                              | Egitto                                                               | 2 – 2                                                                | Ghana                                                                | Coppa d'Africa 2023 - 1º turno                                       | -                                                                    | 62’                                                                  |
| 22-1-2024                                                            | Abidjan                                                              | Mozambico                                                            | 2 – 2                                                                | Ghana                                                                | Coppa d'Africa 2023 - 1º turno                                       | -                                                                    | 37’ 58’                                                              |
| 22-3-2024                                                            | Marrakech                                                            | Ghana                                                                | 1 – 2                                                                | Nigeria                                                              | Amichevole                                                           | -                                                                    | 46’                                                                  |
| Totale                                                               |                                                                      | Presenze                                                             | 29                                                                   |                                                                      | Reti                                                                 | 0                                                                    |                                                                      |